# Twix

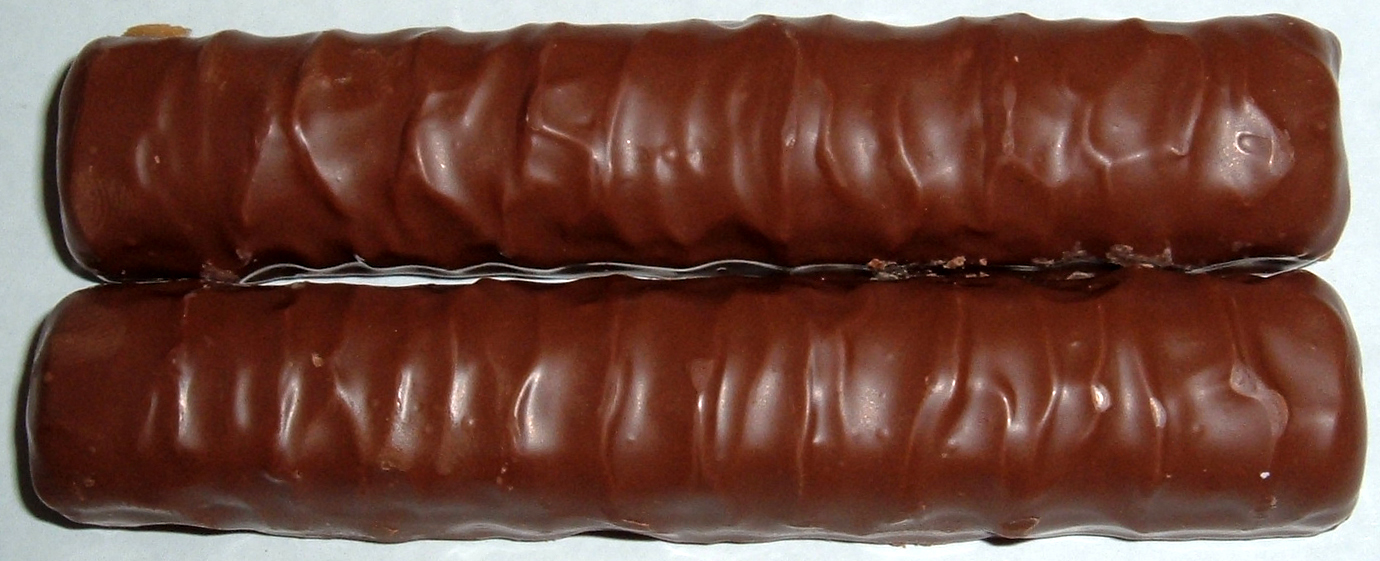
Twix.

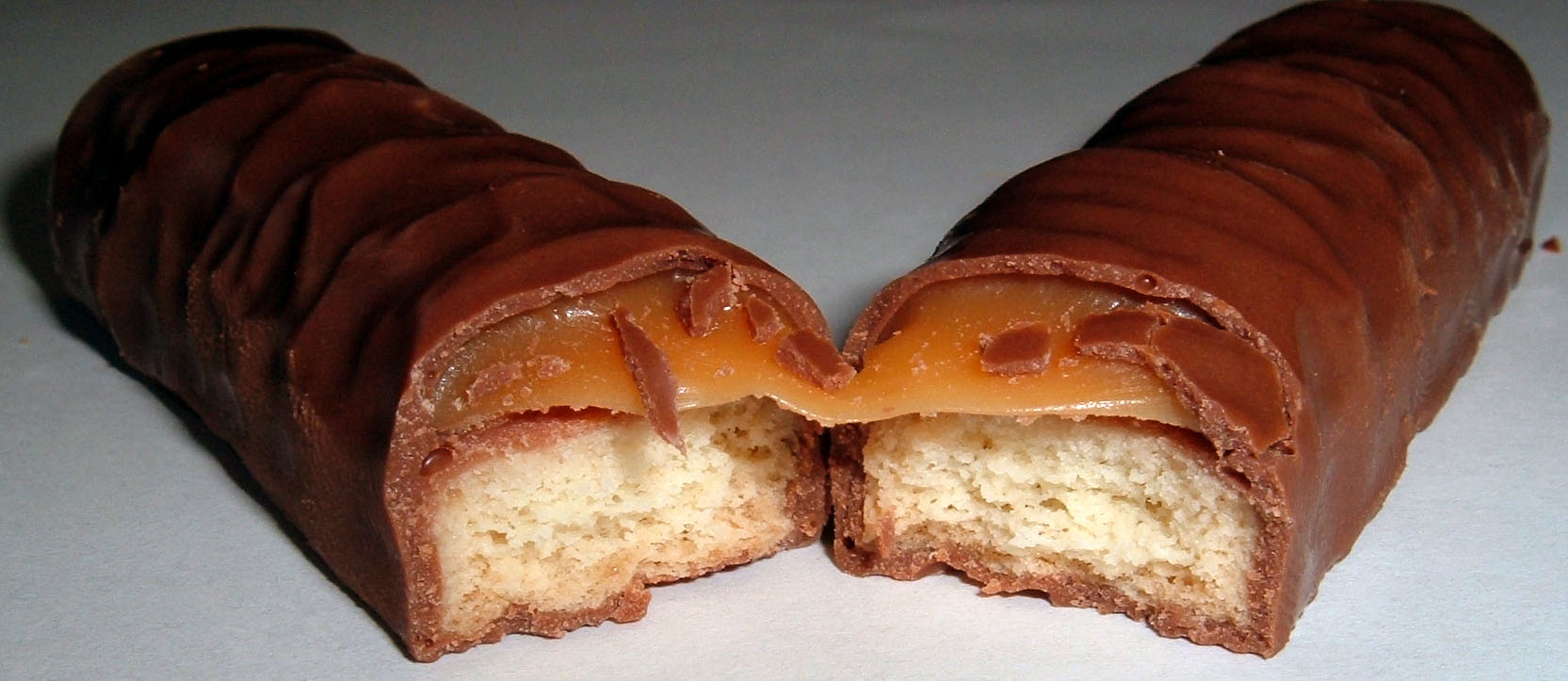
Twix delad.

Twix är ett varumärke för en chokladbit som innehåller mjölkchoklad, kex och kola, som ägs av Mars Incorporated. Produkten säljs i förpackning om två stycken.
Tillverkningen började i Storbritannien år 1967. I större delen av Europa samt Australien var namnet på Twix under många år Raider. Namnet på chokladbiten byttes 1991 till Twix i flera länder (inklusive Frankrike och Tyskland) men i andra länder som bland annat Sverige, Danmark, Finland och Turkiet först 2000. Tillverkaren Mars registrerade "Twix" som varumärke i Sverige 1999. I en tidsbegränsad kampanj 2015 ändrades produktnamnet tillfälligt tillbaka till Raider.

## Källhänvisningar
1. ↑  Lowe, Charlotte (2011): The Utterly, Completely, and Totally Useless Fact-O-Pedia: A Startling ..., s 322. Google.se. Läst 29 oktober 2014. (engelska)
2. ↑  "Mars Sverige AB – Twix". Allabolag.se. Läst 29 oktober 2014.
3. ↑  ”Nu är det klart! Då kommer Twix döpas om till Raider i Sverige | Nyheter | Expressen”. https://www.expressen.se/omtalat/nyheter/nu-ar-det-klart-da-kommer-twix-dopas-om-till-raider-i-sverige/. Läst 24 augusti 2018.